# (10664) Phemios
(10664) Phemios – planetoida z grupy trojańczyków okrążająca Słońce w ciągu 11 lat i 255 dni w średniej odległości 5,15 j.a. Została odkryta 25 września 1973 roku przez Cornelisa van Houtena i Ingrid van Houten-Groeneveld na płytach fotograficznych wykonanych przez Toma Gehrelsa w Obserwatorium Palomar. Przed nadaniem nazwy planetoida nosiła oznaczenie tymczasowe (10664) 5187 T-2.